# أحمد قندوسي
أحمد قندوسي (مواليد 22 يونيو 1999 في ولاية معسكر دائرة غريس ) هو لاعب كرة قدم جزائري يلعب في مركز خط الوسط في النادي الأهلي.
انتقل للنادي الأهلي المصري لمدة أربع سنوات ونصف بداية من يناير 2023. وهو حاليا مُعار لصفوف نادي سيراميكا كليوباترا (موسم 2024).

## روابط خارجية
- أحمد قندوسي على موقع إي إس بي إن إف سي (الإنجليزية)
- أحمد قندوسي على موقع قاعدة بيانات كرة القدم.إي يو (الإنجليزية)
- أحمد قندوسي على موقع ناشيونال فوتبول تيمز (الإنجليزية)
- أحمد قندوسي على موقع Soccerway.com (الإنجليزية)
- أحمد قندوسي على موقع عالم كرة القدم.نت (الإنجليزية)